# Cryptodromiopsis
Cryptodromiopsis är ett släkte av kräftdjur. Cryptodromiopsis ingår i familjen Dromiidae.
Kladogram enligt Catalogue of Life:
| Cryptodromiopsis | \| \| Cryptodromiopsis antillensis \| \| \| \| \| \| Cryptodromiopsis plumosa \| \| \| \| \| \| Cryptodromiopsis sarraburei \| \| \| \| \| \| Cryptodromiopsis tridens \| \| \| \| \| \| Cryptodromiopsis unidentata \| \| \| \| |
|                  | \| \| Cryptodromiopsis antillensis \| \| \| \| \| \| Cryptodromiopsis plumosa \| \| \| \| \| \| Cryptodromiopsis sarraburei \| \| \| \| \| \| Cryptodromiopsis tridens \| \| \| \| \| \| Cryptodromiopsis unidentata \| \| \| \| |
|                  | Cryptodromia |
|                  | |
|                  | Dromia |
|                  | |
|                  | Homalodromia |
|                  | |
|                  | Hypoconcha |
|                  | |
|                  | Cryptodromiopsis antillensis |
|                  | |
|                  | Cryptodromiopsis plumosa |
|                  | |
|                  | Cryptodromiopsis sarraburei |
|                  | |
|                  | Cryptodromiopsis tridens |
|                  | |
|                  | Cryptodromiopsis unidentata |
|                  | |

|  | Cryptodromiopsis antillensis |
|  |                              |
|  | Cryptodromiopsis plumosa     |
|  |                              |
|  | Cryptodromiopsis sarraburei  |
|  |                              |
|  | Cryptodromiopsis tridens     |
|  |                              |
|  | Cryptodromiopsis unidentata  |
|  |                              |